# Хайнцель (лунный кратер)
Кратер Хайнцель (лат. Hainzel) — большой древний ударный кратер в южном полушарии видимой стороны Луны. Название присвоено в честь немецкого астронома Пауля Хайнцеля (1527—1581) и утверждено Международным астрономическим союзом в 1935 г. Образование кратера относится к нектарскому периоду.

## Описание кратера

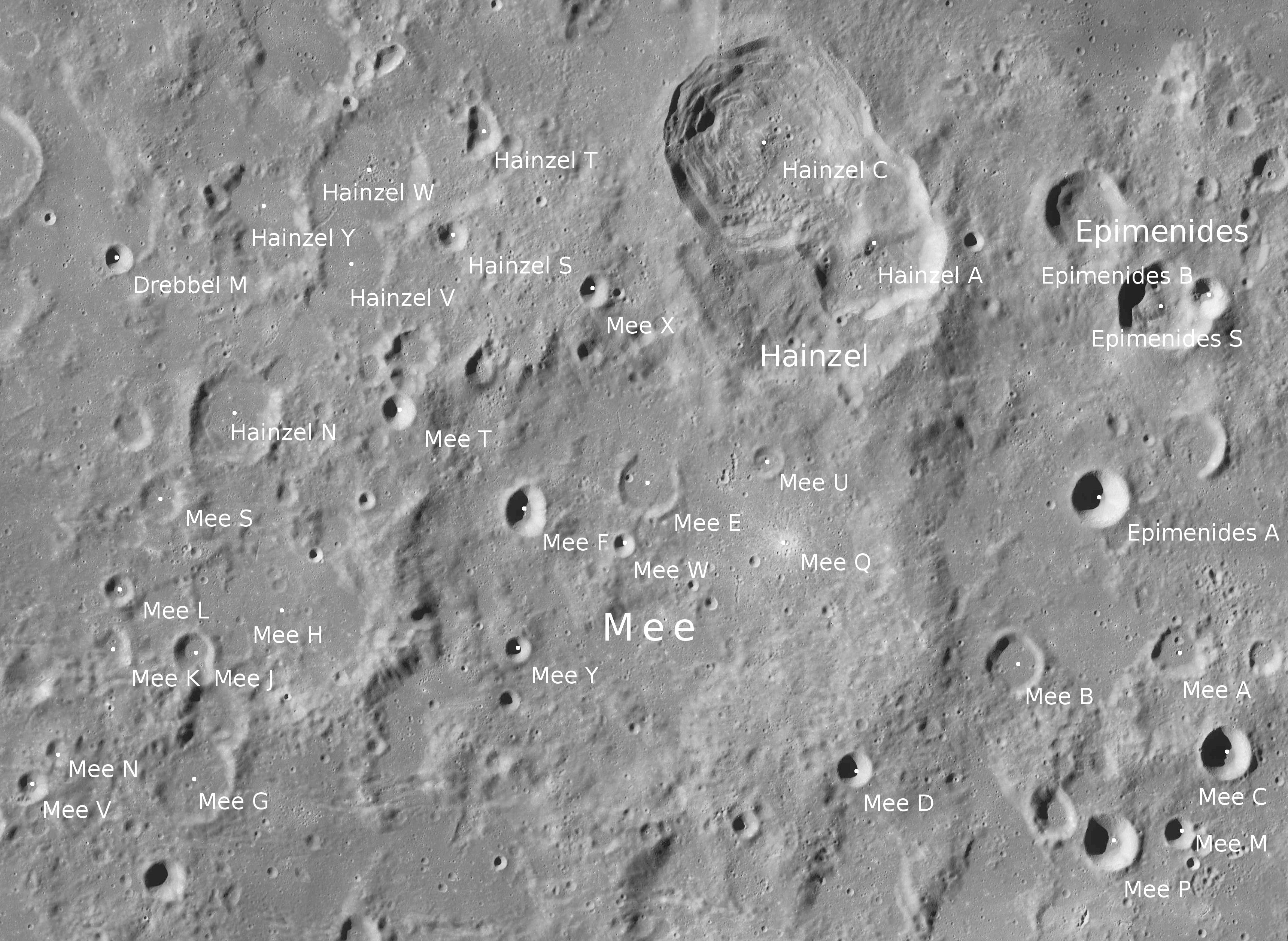
Окрестности кратера Хайнцель. Снимок зонда Lunar Reconnaissance Orbiter.

Ближайшими соседями кратера Хайнцель являются кратер Ми примыкающий к его южной части и кратер Эпименид на востоке. На северо-западе от кратера находится Озеро Превосходства; на северо-востоке - Озеро Благоговения. Селенографические координаты центра кратера 41°14′ ю. ш. 33°31′ з. д. / 41,23° ю. ш. 33,52° з. д., диаметр 70,6 км, глубина 4430 м.
Кратер Хайнцель имеет полигональную форму и практически полностью разрушен, большая его часть с северной стороны перекрыта сателлитными кратерами Хайнцель А и Хайнцель C, таким образом от кратера сохранилась лишь южная часть чаши и вала. Сохранившаяся часть чаши пересеченная, от южной части вала в юго-восточном направлении отходит короткая цепочка кратеров.

## Сателлитные кратеры
| Хайнцель | Координаты                                            | Диаметр, км |
| -------- | ----------------------------------------------------- | ----------- |
| A        | 40°19′ ю. ш. 34°01′ з. д. / 40,31° ю. ш. 34,02° з. д. | 55,5        |
| B        | 37°56′ ю. ш. 33°27′ з. д. / 37,94° ю. ш. 33,45° з. д. | 15,2        |
| C        | 41°10′ ю. ш. 32°47′ з. д. / 41,17° ю. ш. 32,79° з. д. | 37,8        |
| G        | 37°33′ ю. ш. 33°00′ з. д. / 37,55° ю. ш. 33° з. д.    | 6,3         |
| H        | 36°58′ ю. ш. 33°10′ з. д. / 36,97° ю. ш. 33,17° з. д. | 11,0        |
| J        | 37°47′ ю. ш. 37°53′ з. д. / 37,79° ю. ш. 37,88° з. д. | 13,3        |
| K        | 37°33′ ю. ш. 32°19′ з. д. / 37,55° ю. ш. 32,31° з. д. | 13,2        |
| L        | 38°07′ ю. ш. 35°01′ з. д. / 38,12° ю. ш. 35,01° з. д. | 15,2        |
| N        | 42°36′ ю. ш. 40°11′ з. д. / 42,6° ю. ш. 40,19° з. д.  | 24,0        |
| O        | 38°39′ ю. ш. 38°39′ з. д. / 38,65° ю. ш. 38,65° з. д. | 12,1        |
| R        | 38°45′ ю. ш. 36°25′ з. д. / 38,75° ю. ш. 36,42° з. д. | 17,5        |
| S        | 41°07′ ю. ш. 37°41′ з. д. / 41,11° ю. ш. 37,68° з. д. | 7,9         |
| T        | 40°12′ ю. ш. 37°19′ з. д. / 40,2° ю. ш. 37,32° з. д.  | 12,1        |
| V        | 41°17′ ю. ш. 38°48′ з. д. / 41,28° ю. ш. 38,8° з. д.  | 20,6        |
| W        | 40°45′ ю. ш. 38°40′ з. д. / 40,75° ю. ш. 38,67° з. д. | 33,5        |
| X        | 36°40′ ю. ш. 36°53′ з. д. / 36,66° ю. ш. 36,89° з. д. | 5,5         |
| Y        | 40°58′ ю. ш. 39°50′ з. д. / 40,97° ю. ш. 39,84° з. д. | 29,7        |
| Z        | 37°42′ ю. ш. 35°26′ з. д. / 37,7° ю. ш. 35,43° з. д.  | 5,3         |

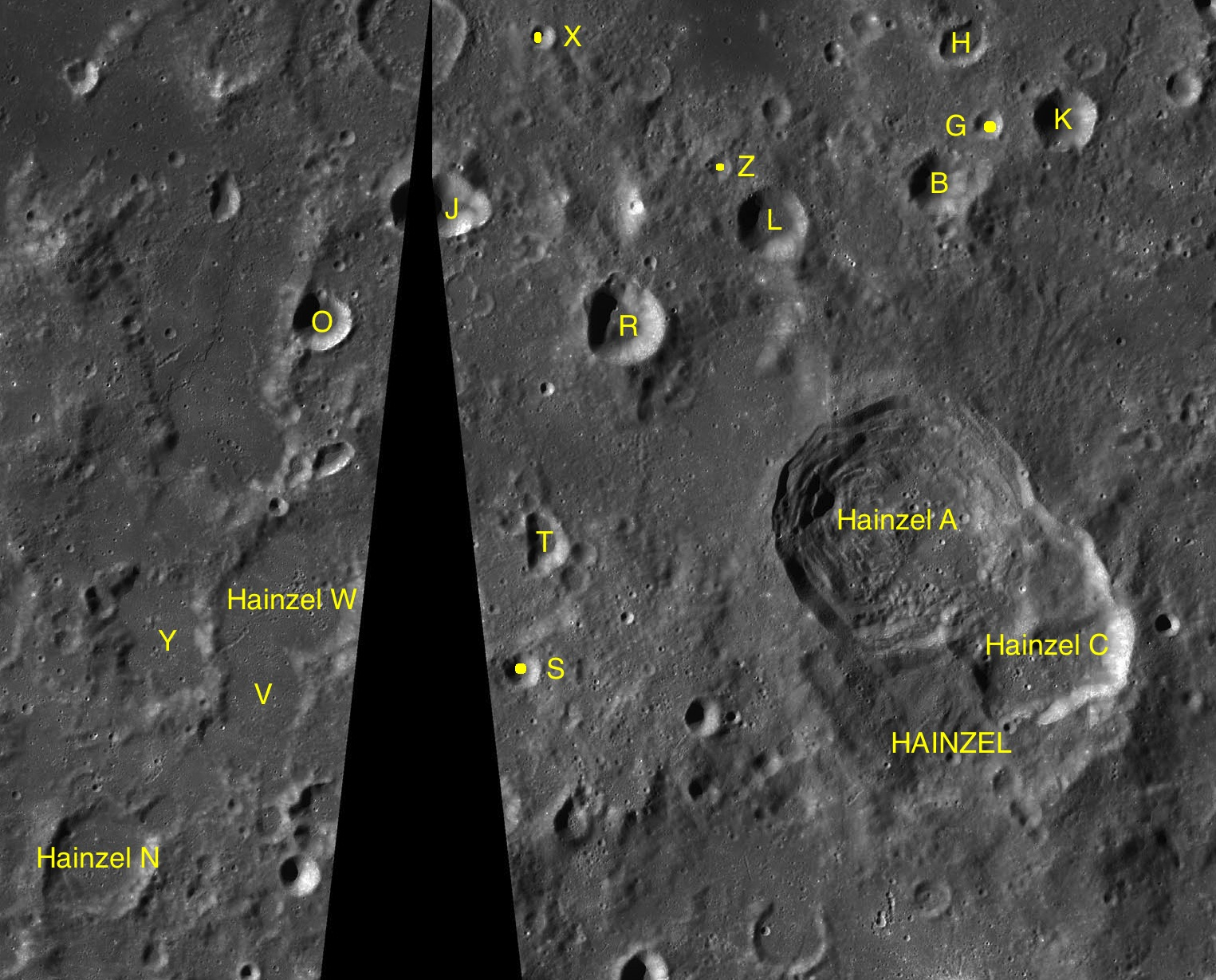
Фрагменты карт LAC-110, LAC-111.

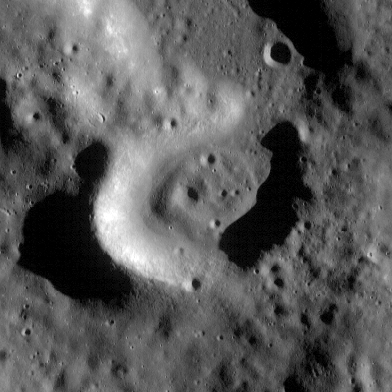
Сателлитный кратер Хайнцель H. Снимок зонда Lunar Reconnaissance Orbiter.

- Образование сателлитного кратера Хайнцель А относится к эратосфенскому периоду[1].

- Образование сателлитного кратера Хайнцель C относится к нектарскому периоду[1].

- Сателлитные кратеры Хайнцель B, J, K и R включены в список кратеров с темными радиальными полосами на внутреннем склоне Ассоциации лунной и планетарной астрономии (ALPO)[5].

- Сателлитный кратер Хайнцель H является концентрическим кратером.

## См.также
- Список кратеров на Луне
- Лунный кратер
- Морфологический каталог кратеров Луны
- Планетная номенклатура
- Селенография
- Минералогия Луны
- Геология Луны
- Поздняя тяжёлая бомбардировка